# Золтан Петер
Золтан Петер (угор. Zoltán Péter, нар. 23 березня 1958, Залаїштванд) — угорський футболіст, що грав на позиції захисника за клуби «Залаеґерсеґ» і «Ферст Вієнна», а також національну збірну Угорщини.

## Клубна кар'єра
У дорослому футболі дебютував 1977 року виступами за команду «Залаеґерсеґ», в якій провів десять сезонів, взявши участь у 273 матчах чемпіонату. Більшість часу, проведеного у складі «Залаеґерсеґа», був основним гравцем захисту команди.
Протягом 1987—1989 років грав в Австрії, де захищав кольори клубу «Ферст Вієнна», після чого повернувся до «Залаеґерсеґа», в якому провів заключний сезон своєї ігрової кар'єри.

## Виступи за збірні
1977 року грав за юнацьку збірну Угорщини (U-20).
1979 року дебютував в офіційних матчах у складі національної збірної Угорщини.
У складі збірної був учасником чемпіонату світу 1986 року у Мексиці, де виходив на поле в одній грі групового турніру.
Загалом протягом кар'єри у національній команді, яка тривала 9 років, провів у її формі 28 матчів, забивши 4 голи.